# 大卫·诺斯
大卫·诺斯（英語：David North；1950年—）是一位美国马克思主义者，自1971年以来一直活跃于国际托洛茨基主义运动。现任美国社会主义平等党全国主席。曾任社会主义平等党全国书记，直到2008年该党举行代表大会时。诺斯还是世界社会主义网站国际编辑委员会主席，该网站是第四国际国际委员会的官方出版物。他著有关于社会主义运动历史的几本书籍和一些文章，并在美国和国际上讲授政治和马克思主义史。